# Hugh Clopton
Hugh Clopton (1440 circa – 15 settembre 1496) è stato un politico inglese, lord sindaco della City di Londra nel 1491.
Costruì una casa a Stratford che poi divenne dimora di William Shakespeare.